# Benjamin Lecomte
Benjamin Lecomte (Parigi, 26 aprile 1991) è un calciatore francese, portiere del Fulham.

## Carriera

### Club

#### Lorient e prestito a Digione
Cresciuto nel settore giovanile del Niort, nel 2009 approda al Lorient. Il 23 ottobre 2010 esordisce in Ligue 1, prendendo il posto dell'espulso Cappone, nella sconfitta (1-0) sul campo del Nancy (il Lorient era già in svantaggio). Tre giorni dopo disputa da titolare l'ottavo di finale di Coupe de la Ligue contro il Monaco, difendendo lo 0-0 fino alla sconfitta del Lorient ai rigori.
Il 20 gennaio 2011 firma il primo contratto da professionista, valido per tre anni. Nelle stagioni successive è la riserva di Audard. Nell'agosto 2013 è ceduto in prestito al Digione per farsi le ossa in Ligue 2. Conclusa l'esperienza in Borgogna, torna al Lorient in cui il nuovo allenatore Ripoll lo promuove titolare.

#### Montpellier
Il 29 giugno 2017 è acquistato dal Montpellier per 2,5 milioni, firmando un quadriennale. Esordisce il 5 agosto nella vittoria (1-0) alla prima giornata di Ligue 1 sul Caen. Al termine della stagione è candidato alla nomination come miglior portiere del campionato. Si conferma su alti standard anche nella stagione successiva, chiusa dal Montpellier con il sesto posto in campionato.

#### Monaco
Il 25 luglio 2019 passa al Monaco per 13 milioni.

#### Prestiti ad Atlético Madrid ed Espanyol e ritorno al Montpellier
Il 19 agosto 2021 viene ceduto in prestito all'Atlético Madrid.
Dopo un anno senza presenze coi colchoneros, il 13 luglio 2022 viene ceduto nuovamente in prestito in Spagna, questa volta all'Espanyol.
Concluso il prestito in Spagna, il 26 gennaio 2023 viene acquistato dal Montpellier per la cifra di 3 milioni di €.

#### Fulham
Il 26 luglio si trasferisce al Fulham, firmando un contratto valido fino al 2027.

### Nazionale
L'8 novembre 2011 è convocato dal selezionatore della Francia Under-21 Mombaerts, in sostituzione dell'infortunato Reynet, per le partite di qualificazione agli Europei 2013 contro Romania e Slovacchia. In entrambi gli incontri fa da riserva ad Ahamada, senza scendere in campo.
Il 3 settembre 2018 è convocato dal commissario tecnico della Nazionale maggiore Deschamps per le partite di Nations League contro Germania e Paesi Bassi, in ragione degli infortuni occorsi a Lloris e Mandanda.

## Statistiche

### Presenze e reti nei club
Statistiche aggiornate al 30 giugno 2025.
| Stagione           | Squadra            | Campionato         | Campionato | Campionato | Coppe nazionali | Coppe nazionali | Coppe nazionali | Coppe continentali | Coppe continentali | Coppe continentali | Altre coppe | Altre coppe | Altre coppe | Totale | Totale |
| Stagione           | Squadra            | Comp               | Pres       | Reti       | Comp            | Pres            | Reti            | Comp               | Pres               | Reti               | Comp        | Pres        | Reti        | Pres   | Reti   |
| ------------------ | ------------------ | ------------------ | ---------- | ---------- | --------------- | --------------- | --------------- | ------------------ | ------------------ | ------------------ | ----------- | ----------- | ----------- | ------ | ------ |
| 2010-2011          | Lorient            | L1                 | 2          | 0          | CF+CdL          | 0+1             | 0 + -1          | -                  | -                  | -                  | -           | -           | -           | 3      | -1     |
| 2011-2012          | Lorient            | L1                 | 5          | -6         | CF+CdL          | 0+3             | 0 + -5          | -                  | -                  | -                  | -           | -           | -           | 8      | -11    |
| 2012-2013          | Lorient            | L1                 | 5          | -6         | CF+CdL          | 5+1             | -6 + -1         | -                  | -                  | -                  | -           | -           | -           | 11     | -13    |
| ago. 2013          | Lorient            | L1                 | 1          | 0          | CF+CdL          | -               | -               | -                  | -                  | -                  | -           | -           | -           | 1      | 0      |
| 2013-2014          | Digione            | L2                 | 31         | -26        | CF              | 0               | 0               | -                  | -                  | -                  | -           | -           | -           | 31     | -26    |
| 2014-2015          | Lorient            | L1                 | 38         | -50        | CF+CdL          | 1+0             | -1 + -0         | -                  | -                  | -                  | -           | -           | -           | 39     | -51    |
| 2015-2016          | Lorient            | L1                 | 37         | -53        | CF+CdL          | 5+0             | -4 + -0         | -                  | -                  | -                  | -           | -           | -           | 42     | -57    |
| 2016-2017          | Lorient            | L1                 | 31+2       | -52 + -2   | CF+CdL          | 3+0             | -5 + -0         | -                  | -                  | -                  | -           | -           | -           | 36     | -59    |
| Totale Lorient     | Totale Lorient     | Totale Lorient     | 119+2      | -167 + -2  |                 | 19              | -23             |                    | -                  | -                  |             | -           | -           | 140    | -192   |
| 2017-2018          | Montpellier        | L1                 | 38         | -33        | CF+CdL          | 2+1             | -3 + -2         | -                  | -                  | -                  | -           | -           | -           | 41     | -38    |
| 2018-2019          | Montpellier        | L1                 | 37         | -42        | CF+CdL          | 1+0             | -1 + -0         | -                  | -                  | -                  | -           | -           | -           | 38     | -43    |
| 2019-2020          | Monaco             | L1                 | 28         | -44        | CF+CdL          | 3+1             | -3 + -1         | -                  | -                  | -                  | -           | -           | -           | 32     | -48    |
| 2020-2021          | Monaco             | L1                 | 28         | -27        | CF              | 0               | 0               | -                  | -                  | -                  | -           | -           | -           | 28     | -27    |
| Totale Monaco      | Totale Monaco      | Totale Monaco      | 56         | -71        |                 | 4               | -4              |                    | -                  | -                  |             | -           | -           | 60     | -75    |
| 2021-2022          | Atlético Madrid    | PD                 | 0          | 0          | CR              | 0               | 0               | UCL                | 0                  | 0                  | SS          | 0           | 0           | 0      | 0      |
| 2022-gen. 2023     | Espanyol           | PD                 | 10         | -14        | CdR             | 0               | 0               | -                  | -                  | -                  | -           | -           | -           | 10     | -14    |
| gen.-giu. 2023     | Montpellier        | L1                 | 19         | -22        | CF              | -               | -               | -                  | -                  | -                  | -           | -           | -           | 19     | -22    |
| 2023-2024          | Montpellier        | L1                 | 30         | -37        | CF              | 3               | -5              | -                  | -                  | -                  | -           | -           | -           | 33     | -42    |
| 2024-2025          | Montpellier        | L1                 | 30         | -68        | CF              | 0               | 0               | -                  | -                  | -                  | -           | -           | -           | 30     | -68    |
| Totale Montpellier | Totale Montpellier | Totale Montpellier | 154        | -202       |                 | 7               | -11             |                    | -                  | -                  |             | -           | -           | 161    | -213   |
| Totale carriera    | Totale carriera    | Totale carriera    | 372        | -480       |                 | 30              | -38             |                    | 0                  | 0                  |             | 0           | 0           | 402    | -520   |